# Европейская архитектура
Европейская архитектура — архитектура стран Европы, отличается многообразием стилей.

## Первобытная эпоха
В эпоху бронзы (2-е тысячелетие до н. э.) на территории Европы возводили сооружения из крупных каменных глыб, которые относят к так называемой мегалитической архитектуре. Менгиры — вертикально поставленные камни — обозначали место общественных церемоний. Дольмены, состоявшие обычно из двух или четырёх вертикальных камней, перекрытых камнем, служили местами захоронений. Кромлех состоял из плит или столбов, расположенных по кругу. Примером является Стоунхендж в Англии.

## Античность
Одними из древнейших сооружений европейской архитектуры являются развалины зданий острова Крит, время создания которых более 1000 лет до н. э.
Они являются первыми представителями античной архитектуры, используемой затем Древней Грецией и Римом. Округленные формы колонн и арок носили отпечаток представлений об идеальных формах и воплощали грациозность и красоту. Статуи могли входить в состав строения как часть стены или замена колонн. Эта архитектура влияла не только на храмы и дворцы, но и на общественные заведения, улицы, стены и сами дома. Римская архитектура была сложнее греческой, в ней стали играть всё большую роль арки. Римляне впервые использовали бетон, по крайней мере в Европе. Самые примечательные сооружения: Колизей и акведуки.

## Средневековье
В начале Средних Веков архитектурное искусство в Европе пришло в упадок и основную роль здесь играло византийское зодчество. Оно развивалось на основе античных традиций под влиянием философии христианства. Продолжали строиться дворцы, акведуки, термы, но основным типом зданий стали церкви. Сформировался тип крестово-купольного храма. Как строительный материал использовался плоский обожжённый кирпич — плинфа.
В X веке в Западной Европе начинается строительство городов, получает распространение фахверковая конструкция жилья и построек. В XI—XII веках во Франции, на западе Германии и севере Италии возникает романский стиль, основанный на древнеримском и византийском наследии. Определяющие здания романского стиля — базиликальные соборы с двумя башнями по обеим сторонам входа, с шатровыми пирамидальными или конусообразными крышами, имеющие в плане форму латинского креста. Другим архитектурным типом были замки феодалов с крепостными стенами, построенными как фортификационные сооружения.
С середины XII века на смену романскому стилю приходит готический (тогда его называли «французским» из-за своего происхождения). Увеличивается вместимость и высота соборов, уменьшаются сечения конструкций и толщина опор. Стены облегчаются за счёт больших окон, появляются круглые окна — «розы». Для готического стиля характерны стрельчатые арки. Своды строились на системе арок, переброшенных в нескольких направлениях. Высокого уровня достигла техника обработки камня. Большим достижением готики были витражи — окна с картинами из кусков цветного стекла в свинцовой оправе.. Самые знаменитые храмы этого типа архитектуры находятся в Париже — Собор Парижской Богоматери, в Роттердаме, в Тулузе. Итальянские гуманисты дали стилю современное название, в связи с противоположностью античной архитектуре.

## Архитектура XVI—XIX веков
В XV веке в Италии среди архитекторов распространились идеи реставрации античных элементов в строительстве и их совершенствования. Такие архитекторы, как Донато Браманте и Микеланджело Буонаротти, сильно повлияли на архитектуру Флоренции, Венеции, Неаполя и Рима. Современный Ватикан известен собором Святого Петра, а Флоренция — дворцом Медичи. Помимо дворцов и храмов, архитектура Возрождения носит и общественный смысл. Это многочисленные фонтаны, мосты, галереи которых можно увидеть во множестве в итальянских городах. Архитектура Возрождения широко распространилась по Европе и дошла до России. В XVII—XVIII веках в европейских светских домах появился новый стиль барокко (итал. — причудливый, странный). Этот стиль отличается от архитектуры Возрождения пышностью и был распространен среди знати.